# Carlo-Maria Abate

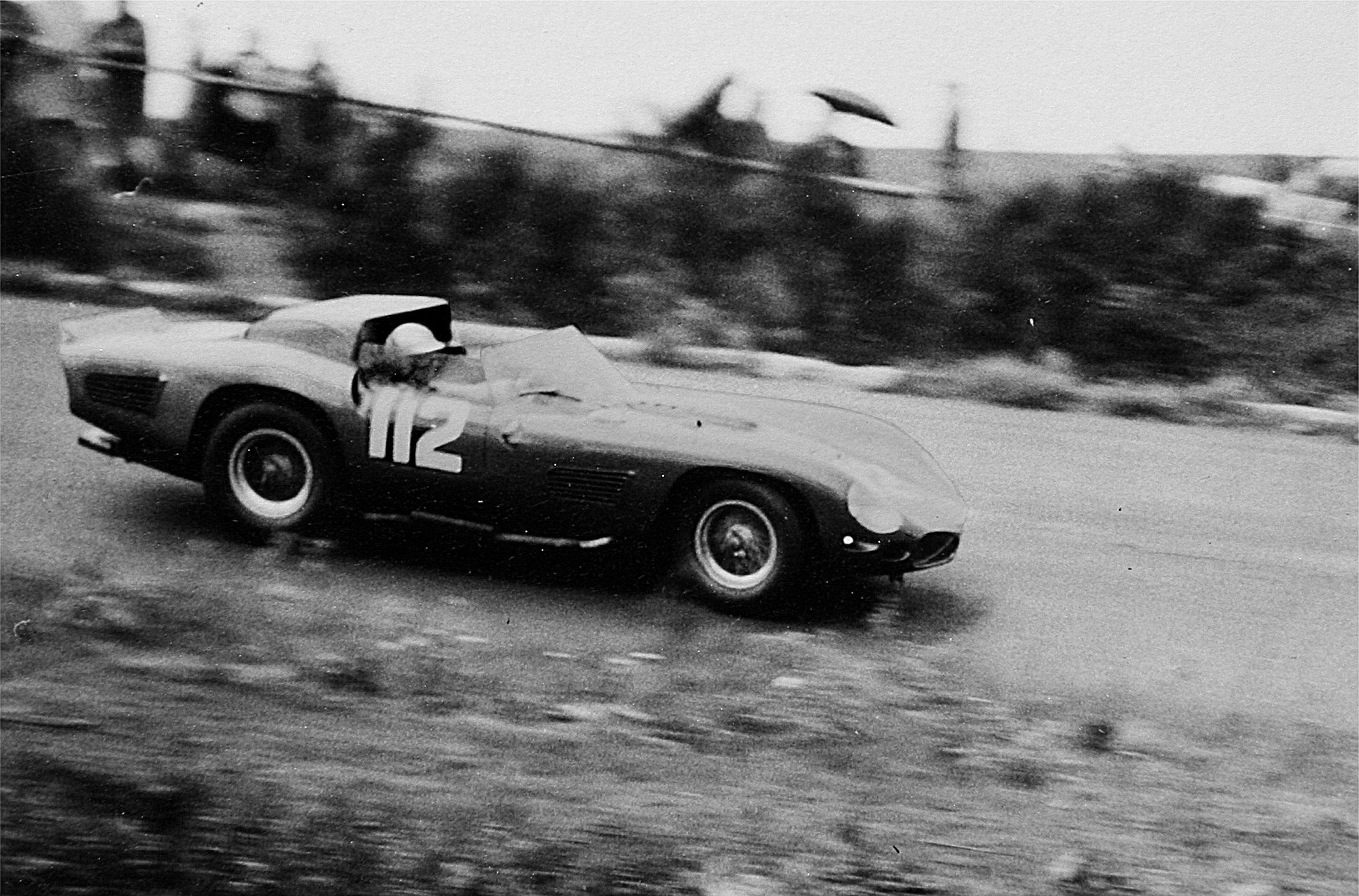
Der Ferrari 250TRI von Abate/Maglioli beim 1000-km-Rennen auf dem Nürburgring 1963

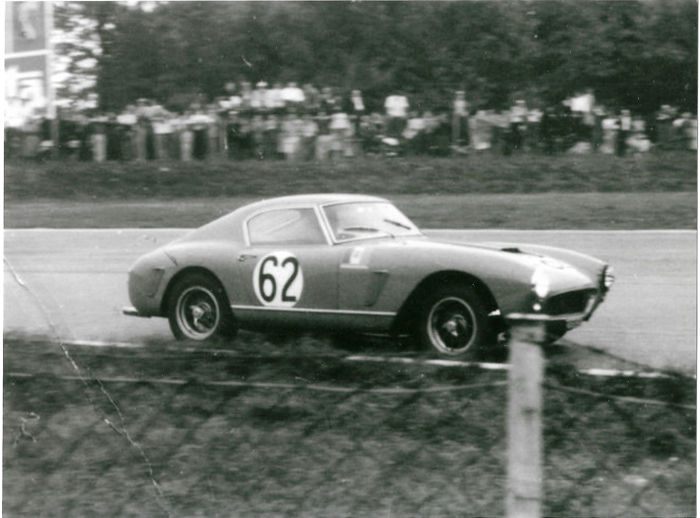
Carlo-Maria Abate im Ferrari 250 GT; bei seiner Siegesfahrt bei der Coppa-Inter-Europa 1960 in Monza

Carlo-Maria Arnaldo Alessandro Abate (* 10. Juli 1932 in Turin; † 29. April 2019 ebenda) war ein italienischer Automobilrennfahrer.

## Karriere
Abate galt als einer der besten GT-Piloten seiner Epoche, Ende der 1950er- und zu Beginn der 1960er-Jahre. Vor allem im Ferrari 250 GTO konnte er sein Fahrkönnen immer wieder unter Beweis stellen. Es gibt unterschiedliche Schreibweisen zu seinem zweiten Vornamen. In mehreren Publikationen wird er auch als Carlo Mario Abate bezeichnet. Angeblich bevorzugte er selbst diese Schreibweise.
Abate war Werksfahrer bei Ferrari und Porsche, fuhr jedoch die meisten seiner Sportwagenrennen für die Scuderia Serenissima des Conte Giovanni Volpi. 1961 gewann er für diesen Rennstall auf einem Fiat-Abarth 1000 das 500-km-Rennen auf dem Nürburgring. Abate versuchte sich auch in der Formel 1, allerdings war er nie bei einem Weltmeisterschaftslauf am Start. 1962 wurde er Vierter beim nicht zur Weltmeisterschaft zählenden Gran Premio di Napoli auf einem Porsche. Weitere Erfolge waren dritte Plätze beim Gran Premio del Mediterraneo 1962 und beim Gran Premio di Siracusa 1963. Im selben Jahre erreichte er auf einem Cooper der Scuderia Centro Sud einen fünften Platz beim Gran Premio Città di Imola.
Seine größten Erfolge feierte er im Sportwagen. Dreimal war er bei den 24 Stunden von Le Mans am Start, dort blieben zählbare Platzierungen allerdings aus. 1961 stoppte ein Getriebeschaden das schnelle Duo Abate/Trintignant auf einem Ferrari 250 GT SWB bei Halbzeit des Rennens. 1962 ereilte Abate, diesmal mit Colin Davis als Beifahrer, dasselbe Schicksal. Ein Unfall beendete das Rennen von Abate ein Jahr später ebenfalls vorzeitig.
Bei den Rennen zur Sportwagen-Weltmeisterschaft konnte Abate jedoch in der GT-Klasse einige Erfolge für Ferrari feiern. Sein größter Triumph war der Sieg bei der Targa Florio 1963 mit Joakim Bonnier als Teamkollege für Porsche.
Als der Versuch scheiterte, ein brauchbares Rennfahrzeug für den Großen Preis von Italien 1963 zu bekommen, zog sich Abate am Ende der Saison vom Rennsport zurück.

## Statistik

### Le-Mans-Ergebnisse
| Jahr | Team                               | Fahrzeug                    | Teamkollege         | Platzierung | Ausfallgrund    |
| ---- | ---------------------------------- | --------------------------- | ------------------- | ----------- | --------------- |
| 1961 | Scuderia Serenissima               | Ferrari 250 GT SWB          | Maurice Trintignant | Ausfall     | Getriebeschaden |
| 1962 | Scuderia SSS Repubblica di Venezia | Ferrari 250 GT SWB Breadvan | Colin Davis         | Ausfall     | Getriebeschaden |
| 1963 | SPA Ferrari SEFAC                  | Ferrari 250 GTO             | Fernand Tavano      | Ausfall     | Unfall          |

### Sebring-Ergebnisse
| Jahr | Team                              | Fahrzeug                  | Teamkollege        | Teamkollege                | Platzierung            | Ausfallgrund   |
| ---- | --------------------------------- | ------------------------- | ------------------ | -------------------------- | ---------------------- | -------------- |
| 1960 | Scuderia Serenissima              | Ferrari 250 GT California | Giorgio Scarlatti  | Fabrizio Serena di Lapigio | Rang 8 und Klassensieg |                |
| 1962 | Scuderia SSS Republica di Venezia | Maserati Tipo 64          | Nino Vaccarella    |                            | Ausfall                | Schaltgestänge |
| 1963 | Scuderia Centro Sud               | Ferrari 250 GTO           | Juan Manuel Bordeu |                            | Rang 5                 |                |
| 1964 | S.E.F.A.C. Ferrari                | Ferrari 250 GTO/64        | Jean Guichet       |                            | disqualifiziert        |                |

### Einzelergebnisse in der Sportwagen-Weltmeisterschaft
| Saison | Team                                                                                | Rennwagen                                                                                   | 1   | 2   | 3   | 4   | 5   | 6   | 7   | 8   | 9   | 10  | 11  | 12  | 13  | 14  | 15  | 16  | 17  | 18  | 19  | 20  | 21  | 22  |
| ------ | ----------------------------------------------------------------------------------- | ------------------------------------------------------------------------------------------- | --- | --- | --- | --- | --- | --- | --- | --- | --- | --- | --- | --- | --- | --- | --- | --- | --- | --- | --- | --- | --- | --- |
| 1957   |                                                                                     | Alfa Romeo Giulietta SVZ                                                                    | BUA | SEB | MIM | NÜR | LEM | KRI | CAR |     |     |     |     |     |     |     |     |     |     |     |     |     |     |     |
| 1957   |                                                                                     | Alfa Romeo Giulietta SVZ                                                                    | 33  |     |     |     |     |     |     |     |     |     |     |     |     |     |     |     |     |     |     |     |     |     |
| 1958   |                                                                                     | Alfa Romeo Giulietta SV                                                                     | BUA | SEB | TAR | NÜR | LEM | RTT |     |     |     |     |     |     |     |     |     |     |     |     |     |     |     |     |
| 1958   |                                                                                     | Alfa Romeo Giulietta SV                                                                     | 9   |     |     |     |     |     |     |     |     |     |     |     |     |     |     |     |     |     |     |     |     |     |
| 1960   | Scuderia Serenissima                                                                | Ferrari 250 GT                                                                              | BUA | SEB | TAR | NÜR | LEM |     |     |     |     |     |     |     |     |     |     |     |     |     |     |     |     |     |
| 1960   | Scuderia Serenissima                                                                | Ferrari 250 GT                                                                              | DNF | 8   |     | 8   |     |     |     |     |     |     |     |     |     |     |     |     |     |     |     |     |     |     |
| 1961   | Scuderia Serenissima                                                                | Fiat-Abarth 1000                                                                            | SEB | TAR | NÜR | LEM | PES |     |     |     |     |     |     |     |     |     |     |     |     |     |     |     |     |     |
| 1961   | Scuderia Serenissima                                                                | Fiat-Abarth 1000                                                                            |     | DNF | 4   | DNF | DNF |     |     |     |     |     |     |     |     |     |     |     |     |     |     |     |     |     |
| 1962   | Abarth Scuderia Serenissima                                                         | Fiat-Abarth 1000 Maserati Tipo 64 Ferrari 250TR Ferrari 250 GT SWB Breadvan Ferrari 250 GTO | DAY | SEB | SEB | MAI | TAR | BER | NÜR | LEM | TAV | CCA | RTT | NÜR | BRI | BRI | PAR |     |     |     |     |     |     |     |
| 1962   | Abarth Scuderia Serenissima                                                         | Fiat-Abarth 1000 Maserati Tipo 64 Ferrari 250TR Ferrari 250 GT SWB Breadvan Ferrari 250 GTO |     | DNF | DNF |     | DNF |     | DNF | DNF | 1   |     |     |     |     |     | DNF |     |     |     |     |     |     |     |
| 1963   | Scuderia Centro Sud Porsche Scuderia Serenissima Scuderia Ferrari Carlo-Maria Abate | Ferrari 250 GTO Porsche 718 GTR Ferrari 250TRI                                              | DAY | SEB | SEB | TAR | SPA | MAI | NÜR | CON | ROS | LEM | MON | WIS | TAV | FRE | CCE | RTT | OVI | NÜR | MON | MON | TDF | BRI |
| 1963   | Scuderia Centro Sud Porsche Scuderia Serenissima Scuderia Ferrari Carlo-Maria Abate | Ferrari 250 GTO Porsche 718 GTR Ferrari 250TRI                                              |     |     | 5   | 1   |     |     | 3   |     |     | DNF |     |     | 3   | 11  |     |     | 5   |     |     |     | 2   |     |
| 1964   | Scuderia Ferrari                                                                    | Ferrari 250 GTO                                                                             | DAY | SEB | TAR | MON | SPA | CON | NÜR | ROS | LEM | REI | FRE | CCE | RTT | SIM | NÜR | MON | TDF | BRI | BRI | PAR |     |     |
| 1964   | Scuderia Ferrari                                                                    | Ferrari 250 GTO                                                                             | DNF |     |     |     |     |     |     |     |     |     |     |     |     |     |     |     |     |     |     |     |     |     |